# Les Rayures du zèbre
Pour plus de détails, voir Fiche technique et Distribution.
Les Rayures du zèbre est un film belgo-franco-helvético-ivoirien réalisé par Benoît Mariage, sorti en Belgique, en France et en Suisse le 5 février 2014.

## Synopsis
José Stockman, un recruteur de footballeurs, est spécialisé dans la recherche de talents prometteurs principalement en Afrique. En quête de la future star en Côte d'Ivoire, il rencontre Yaya Koné et décide de l'emmener en Belgique pour en faire un champion.

## Fiche technique
- Titre : Les Rayures du zèbre
- Réalisateur : Benoît Mariage
- Scénario : Benoît Mariage
- Musique : Emmanuel d'Orlando, Stephane Kronborg
- Photographie : Benoît Dervaux
- Son : François Musy, Gabriel Hafner
- Montage : Philippe Bourgueil et Nicolas Rumpl
- Décors : Catherine Cosme
- Production : Boris Ban Gils, Michaël Goldberg

Coproducteurs : Alberto Chollet, Jean-Louis Porchet, Gérard Ruey, Sophie Sallin, Arlette Zylberberg
Producteurs associés : David Claikens, Gaëtan David, Fabrice Enthoven, André Logie, Jean-Hubert Nankam, Véronique Scailteur, Alex Verbaere
- Sociétés de production : MG productions, Formosa Productions Inc., CAB Productions, RTBF, RTS, SRG SSR, Belgacom, BNP Paribas Film Fund, Boucan films, en association avec la SOFICA Cofinova 9
- Distribution :  ARP Sélection
- Genre : comédie dramatique
- Durée : 80 minutes
- Dates de sortie[1] :
  - Belgique ; France ; Suisse romande :  5 février 2014

## Distribution[2]
- Benoît Poelvoorde : José Stockman
- Marc Zinga : Yaya Koné
- Tatiana Rojo : Gigi
- Tom Audenaert : Koen
- Besnik Limani : Bajuk
- Eric Larcin : Evrard
- Sibiri Tiémogo : le sémaphoriste
- Alice Hermance Gbongo : Solange, la douanière
- Franck Diabagaté : Franck
- Yvette Koua : l'hôtesse d'accueil de l'hôtel
- Mamadou Sangaré : paysan Youssouf
- Doumbia Balla : le fils de Youssouf
- Bruno Georis : le consul de Belgique
- Delphin Beugre : le ministre Blaise Kaboré
- Bibo Guindo : Bibo
- Sangaré Mohamed : Siko
- Christophe Sermet : membre du conseil
- Astrid Whettnall : l'ex-femme de José

- Kenan Roger Félix : Abdou
- Jean-Benoît Ugeux : le fils de José
- Moussa Mansaly : Boubacar
- Hicham Slaoui : entraîneur terrain vague
- Bernadette Mouzon : Rita
- Ronald Beurms : le médecin
- Philippe Briot : Giannuzzi
- Jacques Kouao : directeur de l'hôtel

## Production

### Développement
Le réalisateur Benoît Mariage ainsi que les producteurs Boris Van Gils et Michaël Goldberg avaient très apprécié un documentaire télévisée sur les joueurs de football ivoiriens sélectionnés par un club flamand (le KSK Beveren, entre 2002 et 2006). Benoît Mariage explique : « Ils avaient été bradés en masse par leur agent français dans ce club pour lui éviter la faillite. À eux seuls, ils composaient l’équipe ! Parmi eux, on trouvait des joueurs comme Yaya Touré, qui allait faire quelques années plus tard les beaux jours du FC Barcelone… Le désarroi de ces joueurs nous avait interpellé, ainsi que la personnalité haute en couleur de leur manager ». Benoît Mariage ajoute cependant que le football n'est pas le sujet majeur de son film : « C’était un prétexte pour parler des relations Nord/Sud. Sur les difficultés de se comprendre et de s’aimer entre Blancs et Noirs. Surtout quand ces deux mondes sont tellement opposés. Le sens de la morale n’est pas le même dans une société d’abondance que dans une société de pénurie ». Il voulait également retrouver l'atmosphère de l'émission Strip-tease : « J’aime profondément (…) cette culture de l’ironie douce que l’on cultivait au magazine Strip-Tease où j’ai débuté. J’aime parler de choses graves avec légèreté. Je voudrais que ce film soit perçu comme une fable ».

### Casting
Benoît Poelvoorde tourne pour la quatrième fois avec Benoît Mariage, après le court métrage Le Signaleur et les longs métrages Les convoyeurs attendent et Cowboy.

### Tournage
Le film a été tourné en Belgique à Charleroi et en Côte d'Ivoire.

### Clin d'œil
Pour rentrer dans le rôle du recruteur, Benoît Poelvoorde s’est inspiré de  Raymond Goethals, et de Serge Trimpont. Journaliste sportif au quotidien Le Soir qui a dirigé l’école de foot du FC Bibo à Abidjan, a aussi été l’agent d’Aruna Dindane (ancien joueur du Racing Club de Lens),. Aruna Dindane est cité dans le film.

## Distinctions
- Magritte 2015 : Meilleur espoir masculin pour Marc Zinga[6].